# Nortelândia (ort)
Nortelândia är en ort i Brasilien.   Den ligger i kommunen Nortelândia och delstaten Mato Grosso, i den centrala delen av landet, 1 000 km väster om huvudstaden Brasília. Nortelândia ligger 230 meter över havet och antalet invånare är 9 634.
Terrängen runt Nortelândia är varierad. Nortelândia ligger nere i en dal. Nortelândia är det största samhället i trakten.
Omgivningarna runt Nortelândia är huvudsakligen savann. Runt Nortelândia är det mycket glesbefolkat, med 4 invånare per kvadratkilometer.